# Арминтендант
Арминтендант — сокращённое название должности «армейский интендант» и персональное воинское звание высшего начальствующего состава в Красной Армии. Выше коринтенданта, являлось высшим званием военно-хозяйственного состава РККА.

## История
Введено Постановлением ЦИК СССР и СНК СССР от 22 сентября 1935 года «О введении персональных военных званий начальствующего состава РККА» взамен многочисленных «должностных» званий начальствующего состава категории К-14. В войсках и органах НКВД это звание было установлены приказом № 331 от 23 октября 1935 года. На практике все представители начальствующего состава категории К-14, которые могли на него претендовать, при введении званий были переаттестованы с понижением.
Звание арминтендант никому не присваивалось. 
Было упразднено указом Президиума Верховного совета СССР от 07 мая 1940 г. «Об установлении воинских званий высшего командного состава Красной Армии» в связи с введением в РККА генеральских званий.
| Род войск                                      | Соответствующее звание/должность |
| В командном составе                            | В командном составе |
| ---------------------------------------------- | --- |
| в сухопутных и военно-воздушных силах РККА     | командарм 2-го ранга |
| Народный комиссариат внутренних дел СССР       | комиссар государственной безопасности 2-го ранга, введённое постановлением ЦИК и СНК СССР от 7 октября 1935 года (военнослужащие пограничных и внутренних войск НКВД имели воинские звания, принятые в РККА) |
| Военно-Морской Флот СССР                       | флагман флота 2-го ранга |
| ВВС ВМФ и береговая служба                     | командарм 2-го ранга |
| В начальствующем составе                       | |
| в военно-политическом составе всех родов войск | армейский комиссар 2-го ранга |
| в военно-техническом составе всех родов войск  | арминженер |
| в военно-техническом составе ВМФ               | инженер-флагман флота |
| в военно-медицинском составе всех родов войск  | армврач |
| в военно-ветеринарном составе всех родов войск | армветврач |
| в военно-юридическом составе всех родов войск  | армвоенюрист |

## Знаки различия
Знаки различия — четыре красных ромба в петлицах.
Над ромбами была эмблема военно-хозяйственного состава - золотого цвета каска, ключ, циркуль, половина шестерни и половина автоколеса, установленная приказом НКО СССР от 10 марта 1936 года № 33 была. 
Постановлением СНК СССР от 2 декабря № 2590 была установлена тёмная-зелёная расцветка петлиц с красным кантом.

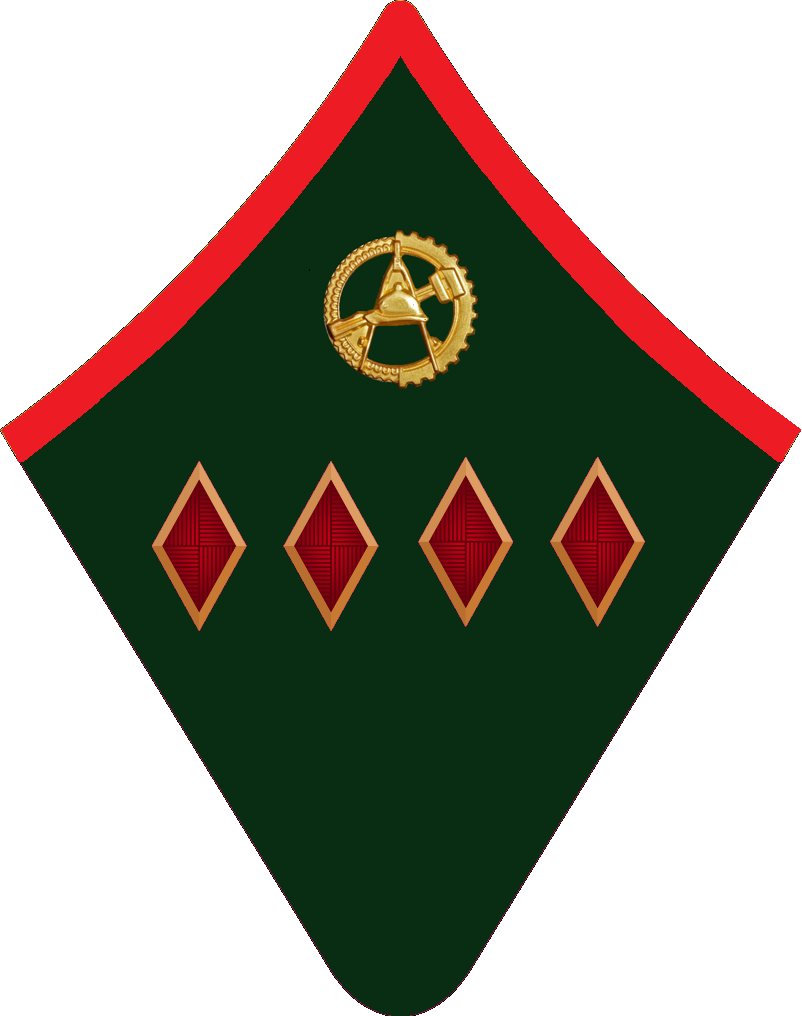
Петлицы арминтенданта на шинели

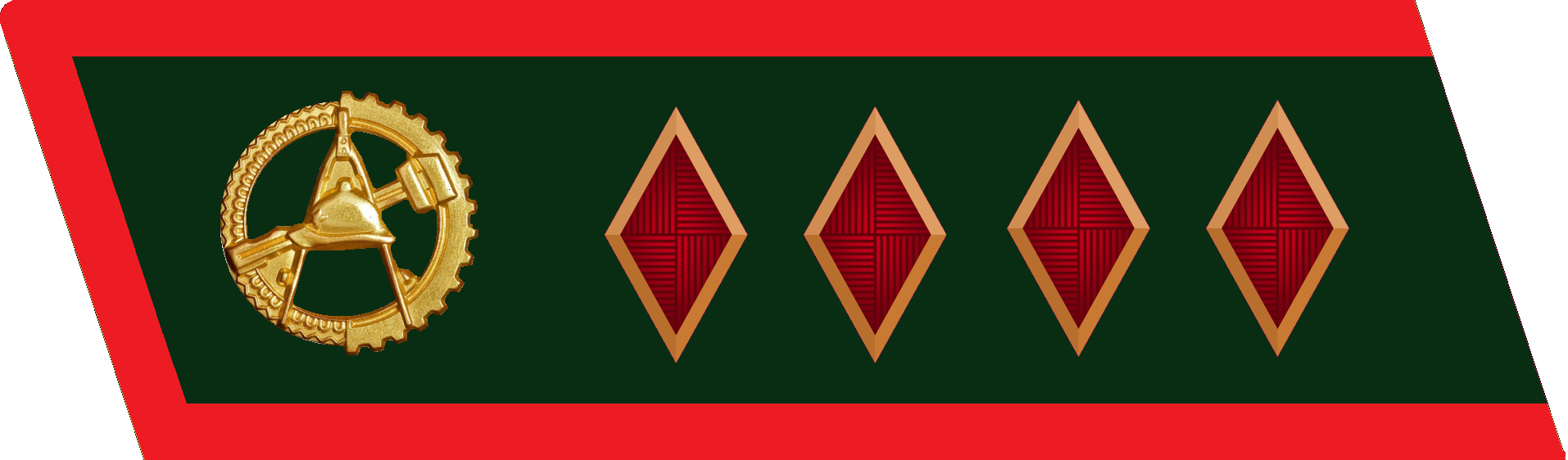
Петлицы арминтендана на гимнастёрке

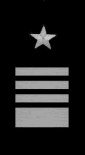
Арминтендант ВМФ

Во флоте расцветки галунов и просветов на нарукавных знаках различия были установлены Постановлением СНК СССР от 2 декабря 1935 г. № 2591. Цвет галунов и звёзд над ними был белый (сребристый), а просветы (выпушки) между галунами цвета материала обмундирования. 
Арминтенданту ВМФ полагался один широкий и три средних галуна серебристого цвета, с тремя просветами между ними. Над галунами была размещена одна серебристая пятиконечная звезда.